# شیث
شیث بر اساس تورات، سومین فرزند آدم و حوّا پس از هابیل و قابیل است. با استناد به تورات، شیث پس از قتل هابیل به‌دستِ قابیل، متولّد گشت و حوّا او را جانشینی برای هابیل دانست. نام فرزند شیث در تورات، انوش است. در تورات عمر شیث ۹۱۲ سال نوشته شده‌ است. او صاحب فرزندان بسیاری شد.
همسر او آزورا نام داشت و خواهر وی بود.
نام شیث در قرآن نیامده است، اما در احادیث و روایات اسلامی، نام شیث به عنوان دومین پیامبران در اسلام ذکر شده‌ است.
لفظ شیث، سُریانی و به معنای بخشش یا هدیه است؛ زیرا در دیدگاه یهود خداوند شیث را بعد از کشته شدن هابیل، در سن ۱۳۰ سالگی به آدم عطا کرد. برخی فلاسفه شیث را همان آغاثاذیمون یونانی دانسته‌اند. گفته می‌شود شیث نخستین فردی است که بعد از آدم به تعلیم حکمت و ضروریات شریعت پرداخت و پنجاه صحیفه و به روایتی، بیست و نه موضوع دربارهٔ حکمت الهی و صفات نامتناهی بر وی نازل گشت.
ابوعلی بلعمی در ترجمه تاریخ طبری می‌نویسد: «و او را (کیومرث را) گِل پادشاه خواندندی که از گِل آفریده شد، و جفت او ایلده، که حوّا خوانند هم خدا از گِل آفرید و جان در تن هر دو اندر یکوقت و یک اندازه کرد.». سپس برای پانوشت متن مجلد مربوط به ایرانیان چاپ ۱۳۳۷، از نسخه دیگر برای ایلده آورده شده: «یلده». با توجه به اینکه فرزند دیگر کیومرت و یلده، سیامک نخستین سوشینث بود و شیث نیز فرزند آدم و حوّا می‌باشند، شاید بتوان گفت منظور از سیاه‌مک شیث است و تجلّی خورشید حقیقت، البته اگر یلدَه را با فتحه بخوانیم و مرادمان «یلدا» باشد و چنین خوانشی صحیح نیز باشد.
در شهر نبی شیث (به لهجه محلی: نبی شیت)، در منطقه بعلبک لبنان، قبری وجود دارد که آن را منسوب به شیث می‌دانند. طبق گفته‌هایی، قبر شیث در مسجد بزرگ موصل، در نزدیکی بغداد، در عراق بود، اما توسط داعش آن مسجد نابود شد و اکنون فقط قبر کوچکی در آنجا وجود دارد.